# Халіле-Сара (Талеш)
Халіле-Сара (перс. خليله سرا) — село в Ірані, у дегестані Хавік, у бахші Хавік, шагрестані Талеш остану Ґілян. За даними перепису 2006 року, його населення становило 447 осіб, що проживали у складі 80 сімей.

## Клімат
Середня річна температура становить 13,39°C, середня максимальна – 27,27°C, а середня мінімальна – -0,52°C. Середня річна кількість опадів – 814 мм.
| Клімат поселення                              | Клімат поселення | Клімат поселення | Клімат поселення | Клімат поселення | Клімат поселення | Клімат поселення | Клімат поселення | Клімат поселення | Клімат поселення | Клімат поселення | Клімат поселення | Клімат поселення | Клімат поселення |
| Показник                                      | Січ.             | Лют.             | Бер.             | Квіт.            | Трав.            | Черв.            | Лип.             | Серп.            | Вер.             | Жовт.            | Лист.            | Груд.            |                  |
| Середній максимум, °C                         | 10,54            | 10,04            | 11,80            | 16,16            | 20,41            | 25,15            | 27,27            | 26,93            | 22,34            | 19,56            | 14,82            | 11,04            |                  |
| Середня температура, °C                       | 5,26             | 4,77             | 6,53             | 10,89            | 15,12            | 19,87            | 23,32            | 22,98            | 18,41            | 15,62            | 10,88            | 7,11             |                  |
| Середній мінімум, °C                          | −0,03            | −0,52            | 1,24             | 5,60             | 9,84             | 14,59            | 19,38            | 19,04            | 14,46            | 11,66            | 6,93             | 3,15             |                  |
| Норма опадів, мм                              | 68               | 64               | 70               | 57               | 47               | 29               | 14               | 37               | 96               | 144              | 102              | 86               |                  |
| Середньомісячна швидкість вітру, м/с          | 2.33             | 2.50             | 2.50             | 2.43             | 2.31             | 2.50             | 2.70             | 2.45             | 2.12             | 2.06             | 2.04             | 2.07             |                  |
| Середньомісячна сонячна радіація, кДж/м²·день | 6829             | 9152             | 11324            | 15710            | 19768            | 22549            | 23483            | 19888            | 16013            | 10906            | 8282             | 6417             |                  |
| --------------------------------------------- | ---------------- | ---------------- | ---------------- | ---------------- | ---------------- | ---------------- | ---------------- | ---------------- | ---------------- | ---------------- | ---------------- | ---------------- | ---------------- |
| Джерело:                                      |                  |                  |                  |                  |                  |                  |                  |                  |                  |                  |                  |                  |                  |